# Boavista dos Pinheiros
Boavista dos Pinheiros is een plaats (freguesia) in de Portugese gemeente Odemira en telt 1200 inwoners (2001). Het ligt vlak bij de hoofdplaats van de gemeente, langs de weg naar de Algarve.